# Bataille de Pernes
 (août 2025).
 (août 2025).
Guerre civile portugaise
Batailles
- Coruche
- Vila da Praia (navale)
- Porto
- Ponte Ferreira
- Souto Redondo
- Cap Saint-Vincent (navale)
- Alcácer do Sal
- Pernes
- Almoster
- Sant’Ana
- Asseiceira

La petite ville de Pernes est le site de deux batailles livrées pendant la guerre civile portugaise qui opposent les partisans du libéralisme à ceux de l'absolutisme. La première a lieu en 1833 et la seconde l'année suivante. 
Le 11 novembre 1833, Pernes voit s'affronter les troupes libérales du maréchal Saldanha et les troupes de Michel Ier de Portugal qui occupent alors des moulins dans les alentours, moulins grâce auxquels on ravitaille en farine le roi et ses troupes, alors installés à Santarém. Les troupes de Saldanha réussissent à détruire par surprise une grande partie des moulins et à mettre en fuite les troupes absolutistes. 
L'année suivante, le 30 janvier 1834, a lieu la grande bataille de Pernes qui reste dans l'histoire comme la Retirada de Pernes (le Repli de Pernes), les troupes du duc de Saldanha infligeant une lourde défaite aux troupes de Michel Ier, commandées par le général Caetano Alberto de Sousa Canavarro, avec près de 900 morts, la plupart noyés dans la rivière d'Alviela. Cette bataille est décisive dans la guerre civile portugaise.    
Le lieutenant général Pedro Paulo Ferreira de Sousa, à qui est attribué le titre de premier baron de Pernes, joue un rôle prépondérant dans cette bataille.